# MOS értékelés
A MOS (Mean Opinion Score – átlagos vélemény pontszám) több mérés átlagából, vagy több jellemzés átlagából meghatározott, minőséget jelző számszerű átlagérték. Általában digitális hangátviteli minőséget jellemeznek vele, ahol az átvitel közege lehet rádiófrekvenciás átvitel (DMR, DRM), hálózati infrastruktúra (VoIP), vagy egyéb átvitel.

## A MOS érték megállapítása
A MOS meghatározására általában egy 5-ös skála terjedt el:
| Mean Opinion Score – átlagos vélemény pontszám | Mean Opinion Score – átlagos vélemény pontszám | Mean Opinion Score – átlagos vélemény pontszám |
| MOS                                            | minőség                                        | minőségromlás                                  |
| ---------------------------------------------- | ---------------------------------------------- | ---------------------------------------------- |
| 5                                              | kiváló                                         | nem észlelhető                                 |
| 4                                              | jó                                             | észlelhető, de nem zavaró                      |
| 3                                              | elfogadható                                    | kissé zavaró                                   |
| 2                                              | gyenge                                         | zavaró                                         |
| 1                                              | rossz                                          | nagyon zavaró                                  |
| 0                                              | használhatatlan                                | teljes                                         |

A MOS érték meghatározása több minta alapján:
{\displaystyle MOS={\frac {\textstyle \sum _{n=1}^{N}\displaystyle R_{n}}{N}}}
- N – a mért minták száma
- n – a minta sorszáma
- R – a mintákat tartalmazó tömb